# 威利斯群島
威利斯群島（英語：Willis Islands）是南大西洋南喬治亞群島的群島，位於伯德島以西3.2公里，由10座島嶼組成，該群島由英國探險家詹姆斯·庫克在1775年發現，島上無人居住。

## 外部連結

威利斯群島位於南喬治亞島以西

- Map of Willis Islands

54°0′S 38°11′W / 54.000°S 38.183°W